# The Platters
The Platters var en amerikansk doo wop-grupp som bildades i Los Angeles, Kalifornien år 1953. Deras tidiga låtar rönte ingen kommersiell framgång men efter att Buck Ram blev deras manager kom de att bli en av dåtidens mest populära svarta musikgrupper med top 10-låtar som "Only You", "The Great Pretender", "(You've Got) The Magic Touch", "My Prayer", "Twilight Time", "Smoke Gets In Your Eyes" och "Harbor Lights". Ledarsångare i gruppen var tenorsångaren Tony Williams och när han lämnade gruppen för en solokarriär år 1961 dröjde det inte länge innan gruppen splittrades.
Herb Reed, en av originalmedlemmarna, har hela tiden turnerat med en version av gruppen, antingen under namnet "The Platters" eller "Herb Reed & The Platters". Flera andra versioner av Platters har existerat parallellt.
Herb fortsatte turnera under hela sin karriär. I slutet av åttiotalet turnerade han med dåvarande medlemmar i Sverige och Danmark. Han dog den 4 juni 2012 av hjärtproblem, 83 år gammal.
The Platters blev invalda i Rock and Roll Hall of Fame år 1990.

## Medlemmar (urval)
Originalmedlemmar (1953)
- Cornell Gunter (f. 14 november 1936 – d. 26 februari 1990)[8][9]
- Gaynel Hodge (f. 4 januari 1937 – )[10][11][6][9]
- Alex Hodge (f. 1935 – d. 1982)[11]
- Joe Jefferson[6]

Medlemmar (1953 – 1970)
- Herb Reed (f. 7 augusti 1928 – d. 4 juni 2012)[12]
- David Lynch (f. 3 juli 1929 – d. 2 januari 1981)[13][6]
- Tony Williams (f. 5 april 1928 – d. 14 augusti 1992)[6]
- Paul Robi (f. 20 augusti 1931 – d. 1 februari 1989)[14][6][15]
- Zola Taylor (f. 17 mars 1938 – d. 30 april 2007)[16][11]
- James Austin, Jr.
- Sonny Turner (f. 24 september 1939)[17][18]
- Sandra Dawn[19][20]
- Milton Bullock[21]

Nuvarande medlemmar
- Brian McIntosh
- Leslie Mon'e
- Lance Bernard Bryant
- Kenny Williams

- Lista över medlemmar i The Platters på Rate your music

## Diskografi (urval)
Singlar (topp 10 på Billboard Hot 100 (US) / US R&B Chart)
- 1955 – "Only You (And You Alone)" (US #5, US R&B #1)
- 1955 – "The Great Pretender" (US #1, US R&B #1)
- 1956 – "(You've Got) The Magic Touch" (US #4, US R&B #4)
- 1956 – "My Prayer" (US #1, US R&B #1)
- 1956 – "You'll Never Never Know" (US R&B #9)
- 1956 – "It Isn't Right" (US R&B #10)
- 1956 – "On My Word of Honor" (US R&B #7)
- 1957 – "He's Mine" (US R&B #5)
- 1957 – "My Dream" (US R&B #7)
- 1958 – "Twilight Time" (US #1, US R&B #1)
- 1958 – "Smoke Gets in Your Eyes" (US #1, US R&B #3)
- 1959 – "Enchanted" (US R&B #9)
- 1960 – "Harbor Lights" (US #8)
- 1966 – "I Love You 1,000 Times" (US R&B #6)